# Eucalyptus acaciiformis
Espèce
Classification phylogénétique
Eucalyptus acaciiformis, le wattle-leaved peppermint en anglais, est une espèce de plantes à fleurs de la famille des Myrtaceae. C'est un arbre endémique des Plateaux du Nord de la Nouvelle-Galles du Sud (New South Wales en anglais), en Australie, qui peut atteindre jusqu’à 20 m de haut. Il pousse dans les sols pauvres et peu profonds, sur les crêtes et les pentes. 
Son écorce est rugueuse et fibreuse y compris sur les branches et est de couleur grise à brunâtre. 
Les feuilles juvéniles sont opposées, sessiles et elliptiques. Elles sont longues de 2 à 5 cm, larges de 5 à 15 mm et de couleur gris-vert à bleu-vert. Les feuilles matures, quant à elles, sont alternes, pétiolées et lancéolées à falciformes. Elles sont longues de 5 à 13 cm, larges de 1 à 2 cm et de couleur généralement verte à gris-vert mat.
La floraison a lieu de décembre à janvier et les fruits sont en forme de coupe ou de cloche. 